# 柗井綾乃
柗井 綾乃（まつい あやの、1992年2月29日 - ）は、日本のフリーアナウンサー。

## 来歴
北海道小樽市出身。藤女子大学文学部英語文化学科卒業。関西アナウンススクール出身。
大学を卒業後、2014年4月から2017年6月までテレビ北海道の記者を務めていた。退社後はNHK大分放送局の契約キャスターに転身し、2019年3月まで同局に勤務。その間、NHK福岡放送局が制作する九州地区ブロックネット番組（地域情報番組）にも出演していた。そして同年4月にテレビユー福島に入社し、新卒で入社した小湊愛巳とともに同局のアナウンサーになる。
2024年3月にテレビユー福島を退社。以後は福島県を拠点にフリーランスで活動している。

## 人物
日本国内や世界各国を旅しての写真撮影をライフワークにしており、2025年6月25日から30日まで福島空港国内線ビルの3階で旅の写真展を開催した。また、同年からHIS東北・新潟のアンバサダーを務めている。

## 出演
脚注の無いデータは、本人公式サイトに掲載されている活動経歴からの参考。単発出演については除外する。

### テレビ番組
- 好きっちゃおおいた（NHK大分放送局） - MC
- しんけんワイド大分（NHK大分放送局） - リポーター
- いろどりOITA（NHK大分放送局） - リポーター
- フカナビ！オオイタ（NHK大分放送局） - 「よるブラ」シリーズ放送回でのアシスタント
- おはサタ!（NHK福岡放送局） - 「西日本の旅」リポーター
- はっけんTV（NHK福岡放送局） - リポーター
- Nスタふくしま（テレビユー福島） - キャスター
- ちゃんろく。（テレビユー福島） - MC
- どよばんちゃんろく。（テレビユー福島） - MC
- ♯福の空（テレビユー福島） - アシスタント
- げっきんチェック（テレビユー福島） - リポーター
- JAグループ福島トピックス（テレビユー福島） - ナレーター
- Nスタ（TBSテレビ） - 「すたすた中継」リポーター
- ひるおび（TBSテレビ） - リポーター
- サンデーモーニング（TBSテレビ） - リポーター
- ゴゴスマ -GO GO!Smile!-（CBCテレビ） - リポーター

### ラジオ番組
- impress -GOOD FRIDAY-（ふくしまFM） - リポーター

### CM
- NCVスマホ「ニュースキャスター編」「インタビュアー編」（NCV南東北センター（福島））[9]
- 住まい屋きらく
- 福島県防災アプリ - ナレーター
- BMW福島 - ナレーター
- デジタルハリウッドSTUDIO福島 - ナレーター[2]